# Damien Duquesne
Pour les articles homonymes, voir Duquesne.
 (février 2016).
Si vous disposez d'ouvrages ou d'articles de référence ou si vous connaissez des sites web de qualité traitant du thème abordé ici, merci de compléter l'article en donnant les références utiles à sa vérifiabilité et en les liant à la section « Notes et références ».
Damien Duquesne (alias Chef Damien) est un chef cuisinier et enseignant français né le 16 septembre 1968 à Madagascar et cofondateur du site 750g, qu'il crée avec son frère Jean-Baptiste Duquesne.

## Biographie
Il a publié de nombreux livres ayant trait au monde de la cuisine aux éditions "Je cuisine" et "Je pâtisse" aux éditions Solar. Plus connu, depuis 2010, sous le nom de chef Damien, il collabore au site 750g en écrivant des recettes et plus de 2 000 vidéos ayant trait au monde de la cuisine sur Youtube. En 2015, il ouvre un restaurant 750g la table à Paris, rue de Vaugirard, puis en 2016 un deuxième et troisième restaurant, rue de Turbigo et à Boulogne Billancourt. À ce jour, seul le restaurant de la Porte de Versailles reste ouvert.
Il est également le cofondateur du Salon du Blog Culinaire à Soissons, avec Laurence Bargès, Julien Durand et Vincent Lefrant et à Paris,,,,,,,,,,
Damien Duquesne est par ailleurs auteur de livres de cuisine,.
Chef Damien enseigne toujours au Lycée des Métiers Le Corbusier (pôle hôtellerie) de Soissons.